# Herrarnas keirin i bancykling vid olympiska sommarspelen 2012
Herrarnas keirin vid olympiska sommarspelen 2012 avgjordes den 7 augusti 2012 i London, Storbritannien.

## Medaljörer
| Gren             | Guld                     | Silver                   | Brons                                                      |
| Herrarnas keirin | Chris Hoy Storbritannien | Maximilian Levy Tyskland | Simon van Velthooven Nya Zeeland Teun Mulder Nederländerna |

## Resultat

### Första omgången

#### Heat 1
| Placering | Cyklist                    |
| --------- | -------------------------- |
| 1         | Chris Hoy (GBR)            |
| 2         | Simon van Velthooven (NZL) |
| 3         | Juan Peralta (ESP)         |
| 4         | Sergej Borisov (RUS)       |
| 5         | Njisane Phillip (TRI)      |
| 6         | Kazunari Watanabe (JPN)    |

#### Heat 2
| Placering | Cyklist               |
| --------- | --------------------- |
| 1         | Maximilian Levy (GER) |
| 2         | Teun Mulder (NED)     |
| 3         | Hersony Canelón (VEN) |
| 4         | Kamil Kuczynski (POL) |
| 5         | Shane Perkins (AUS)   |
| 6         | Zhang Miao (CHN)      |

#### Heat 3
| Placering | Cyklist                  |
| --------- | ------------------------ |
| 1         | Mickaël Bourgain (FRA)   |
| 2         | Azizulhasni Awang (MAS)  |
| 3         | Fabian Puerta (COL)      |
| 4         | Joseph Veloce (CAN)      |
| 5         | Denis Špička (CZE)       |
| 6         | Christos Volikakis (GRE) |

### Uppsamlingar

#### Heat 1
| Placering | Cyklist                  |
| --------- | ------------------------ |
| 1         | Christos Volikakis (GRE) |
| 2         | Juan Peralta (ESP)       |
| 3         | Njisane Phillip (TRI)    |
| 4         | Joseph Veloce (CAN)      |
| 5         | Sergej Borisov (RUS)     |
| 6         | Zhang Miao (CHN)         |

#### Heat 2
| Placering | Cyklist                 |
| --------- | ----------------------- |
| 1         | Kazunari Watanabe (JPN) |
| 2         | Hersony Canelón (VEN)   |
| 3         | Shane Perkins (AUS)     |
| 4         | Kamil Kuczynski (POL)   |
| 5         | Fabian Puerta (COL)     |
| 6         | Denis Špička (CZE)      |

### Andra omgången

#### Heat 1
| Placering | Cyklist                  |
| --------- | ------------------------ |
| 1         | Chris Hoy (GBR)          |
| 2         | Azizulhasni Awang (MAS)  |
| 3         | Teun Mulder (NED)        |
| 4         | Njisane Phillip (TRI)    |
| 5         | Juan Peralta (ESP)       |
| 6         | Christos Volikakis (GRE) |

#### Heat 2
| Placering | Cyklist                    |
| --------- | -------------------------- |
| 1         | Maximilian Levy (GER)      |
| 2         | Simon van Velthooven (NZL) |
| 3         | Shane Perkins (AUS)        |
| 4         | Mickaël Bourgain (FRA)     |
| 5         | Hersony Canelón (VEN)      |
| 6         | Kazunari Watanabe (JPN)    |

### Finaler

#### Plats 1-6
| Placering | Cyklist                    |
| --------- | -------------------------- |
| 1         | Chris Hoy (GBR)            |
| 2         | Maximilian Levy (GER)      |
| 3         | Simon van Velthooven (NZL) |
| 3         | Teun Mulder (NED)          |
| 5         | Shane Perkins (AUS)        |
| 6         | Azizulhasni Awang (MAS)    |

#### Plats 7-12
| Placering | Cyklist                  |
| --------- | ------------------------ |
| 7         | Njisane Phillip (TRI)    |
| 8         | Mickaël Bourgain (FRA)   |
| 9         | Christos Volikakis (GRE) |
| 10        | Juan Peralta (ESP)       |
| 11        | Kazunari Watanabe (JPN)  |
| 12        | Hersony Canelón (VEN)    |